# Deniss Kačanovs
Deniss Kačanovs (in russo Денис Владимирович Качанов?, Denis Vladimirovič Kačanov; 27 novembre 1979) è un ex calciatore lettone, di ruolo difensore.

## Carriera

### Club
Ha giocato la sua prima stagione agonistica coll'Universitāte Riga disputando la Virslīga, in cui collezionò tredici presenze con una rete all'attivo. Passato nel 1997 allo Skonto, giocò per tre stagioni allo Skonto/Metāls Rīga, la formazione riserve, in 1. Līga. nel 2000 si trasferì quindi al Ventspils tornando in massima serie. Trovando poco spazio in squadra (appena nove presenze in una stagione e mezzo) si trasferì a metà del 2001 al PFK Daugava in prestito fino a fine stagione.
Tornato alla base, disputò solo metà stagione 2002 al Ventspils, andando di nuovo in prestito fino a fine stagione, stavolta col Dinaburg. Il secondo ritorno alla base coincise col momento migliore del Ventspils che in sette stagioni di permanenza di Kačanovs vinse tre campionati, quattro Coppe di Lettonia e una Coppa di Livonia. Kačanovs ebbe anche la possibilità di esordire nelle coppe europee: il 24 settembre 2003 entrò a inizio ripresa al posto di Igoris Stukalinas nella gara contro il Rosenborg, valido per l'andata del primo turno di Coppa UEFA 2003-2004; Il 25 luglio 2007 segnò la sua prima rete europea, quella che regalò al Ventspils il passaggio al secondo turno preliminare della UEFA Champions League 2007-2008 contro i gallesi del The New Saints.
Rimasto senza ingaggio nel 2010, nel 2011 firmò per lo Skonto, con cui tra l'altro tornò a disputare i preliminari di UEFA Champions League 2011-2012 contro il Wisła Cracovia. Sul finire della stagione 2011 si trasferì in Indonesia al Persema Malang, tornando in patria a luglio 2012 Jūrmala. Dopo appena sei mesi e tredici presenza in campionato con tale club, ad inizio 2013 passò al Daugava Rīga con cui rimase due stagioni. Chiuse la carriera disputando il biennio 2015-2017 in Austria col Adlwang.

### Nazionale
Ha esordito nella nazionale lettone il 6 settembre 2006, nell'amichevole contro il Lussemburgo, subentrando al 70' ad Aleksejs Višņakovs. Disputò ventinove gare con la nazionale fino al 2011, senza mettere a segno reti, ma contribuendo alla conquista della Coppa del Baltico 2008.

## Statistiche

### Cronologia presenze e reti in Nazionale
| Cronologia completa delle presenze e delle reti in nazionale ― Lettonia | Cronologia completa delle presenze e delle reti in nazionale ― Lettonia | Cronologia completa delle presenze e delle reti in nazionale ― Lettonia | Cronologia completa delle presenze e delle reti in nazionale ― Lettonia | Cronologia completa delle presenze e delle reti in nazionale ― Lettonia | Cronologia completa delle presenze e delle reti in nazionale ― Lettonia | Cronologia completa delle presenze e delle reti in nazionale ― Lettonia | Cronologia completa delle presenze e delle reti in nazionale ― Lettonia |
| Data                                                                    | Città                                                                   | In casa                                                                 | Risultato                                                               | Ospiti                                                                  | Competizione                                                            | Reti                                                                    | Note                                                                    |
| ----------------------------------------------------------------------- | ----------------------------------------------------------------------- | ----------------------------------------------------------------------- | ----------------------------------------------------------------------- | ----------------------------------------------------------------------- | ----------------------------------------------------------------------- | ----------------------------------------------------------------------- | ----------------------------------------------------------------------- |
| 6-9-2006                                                                | Hesperange                                                              | Lussemburgo                                                             | 0 – 0                                                                   | Lettonia                                                                | Amichevole                                                              | -                                                                       | 70’                                                                     |
| 7-10-2006                                                               | Riga                                                                    | Lettonia                                                                | 4 – 0                                                                   | Islanda                                                                 | Qual. Euro 2008                                                         | -                                                                       | 84’                                                                     |
| 11-10-2006                                                              | Belfast                                                                 | Irlanda del Nord                                                        | 1 – 0                                                                   | Lettonia                                                                | Qual. Euro 2008                                                         | -                                                                       |                                                                         |
| 6-2-2007                                                                | Limassol                                                                | Bulgaria                                                                | 2 – 0                                                                   | Lettonia                                                                | Torneo internazionale di Cipro                                          | -                                                                       |                                                                         |
| 7-2-2007                                                                | Limassol                                                                | Ungheria                                                                | 2 – 0                                                                   | Lettonia                                                                | Torneo internazionale di Cipro                                          | -                                                                       | 57’                                                                     |
| 28-3-2007                                                               | Vaduz                                                                   | Liechtenstein                                                           | 1 – 0                                                                   | Lettonia                                                                | Qual. Euro 2008                                                         | -                                                                       | 73’                                                                     |
| 22-8-2007                                                               | Riga                                                                    | Lettonia                                                                | 1 – 2                                                                   | Moldavia                                                                | Amichevole                                                              | -                                                                       | 80’                                                                     |
| 17-10-2007                                                              | Copenaghen                                                              | Danimarca                                                               | 3 – 1                                                                   | Lettonia                                                                | Qual. Euro 2008                                                         | -                                                                       | 90'+1’                                                                  |
| 6-2-2008                                                                | Tbilisi                                                                 | Georgia                                                                 | 1 – 3                                                                   | Lettonia                                                                | Amichevole                                                              | -                                                                       | 90'+3’                                                                  |
| 26-3-2008                                                               | Andorra la Vella                                                        | Andorra                                                                 | 0 – 3                                                                   | Lettonia                                                                | Amichevole                                                              | -                                                                       | 46’                                                                     |
| 30-5-2008                                                               | Riga                                                                    | Lettonia                                                                | 1 – 0                                                                   | Estonia                                                                 | Coppa del Baltico 2008                                                  | -                                                                       |                                                                         |
| 1-6-2008                                                                | Riga                                                                    | Lettonia                                                                | 2 – 1                                                                   | Lituania                                                                | Coppa del Baltico 2008                                                  | -                                                                       |                                                                         |
| 20-8-2008                                                               | Urziceni                                                                | Romania                                                                 | 1 – 0                                                                   | Lettonia                                                                | Amichevole                                                              | -                                                                       | 90’                                                                     |
| 6-9-2008                                                                | Tiraspol                                                                | Moldavia                                                                | 1 – 2                                                                   | Lettonia                                                                | Qual. Mondiali 2010                                                     | -                                                                       | 90'+3’                                                                  |
| 10-9-2008                                                               | Riga                                                                    | Lettonia                                                                | 0 – 2                                                                   | Grecia                                                                  | Qual. Mondiali 2010                                                     | -                                                                       |                                                                         |
| 11-10-2008                                                              | San Gallo                                                               | Svizzera                                                                | 2 – 1                                                                   | Lettonia                                                                | Qual. Mondiali 2010                                                     | -                                                                       |                                                                         |
| 15-10-2008                                                              | Riga                                                                    | Lettonia                                                                | 1 – 1                                                                   | Israele                                                                 | Qual. Mondiali 2010                                                     | -                                                                       |                                                                         |
| 12-11-2008                                                              | Tallinn                                                                 | Estonia                                                                 | 1 – 1                                                                   | Lettonia                                                                | Amichevole                                                              | -                                                                       |                                                                         |
| 11-2-2009                                                               | Limassol                                                                | Armenia                                                                 | 0 – 0                                                                   | Lettonia                                                                | Amichevole                                                              | -                                                                       |                                                                         |
| 28-3-2009                                                               | Lussemburgo                                                             | Lussemburgo                                                             | 0 – 4                                                                   | Lettonia                                                                | Qual. Mondiali 2010                                                     | -                                                                       |                                                                         |
| 1-4-2009                                                                | Riga                                                                    | Lettonia                                                                | 2 – 0                                                                   | Lussemburgo                                                             | Qual. Mondiali 2010                                                     | -                                                                       | 32’                                                                     |
| 12-8-2009                                                               | Sofia                                                                   | Bulgaria                                                                | 1 – 0                                                                   | Lettonia                                                                | Amichevole                                                              | -                                                                       | 71’                                                                     |
| 5-9-2009                                                                | Ramat Gan                                                               | Israele                                                                 | 0 – 1                                                                   | Lettonia                                                                | Qual. Mondiali 2010                                                     | -                                                                       |                                                                         |
| 9-9-2009                                                                | Riga                                                                    | Lettonia                                                                | 2 – 2                                                                   | Svizzera                                                                | Qual. Mondiali 2010                                                     | -                                                                       |                                                                         |
| 10-10-2009                                                              | Amarousio                                                               | Grecia                                                                  | 5 – 2                                                                   | Lettonia                                                                | Qual. Mondiali 2010                                                     | -                                                                       |                                                                         |
| 14-10-2009                                                              | Riga                                                                    | Lettonia                                                                | 3 – 2                                                                   | Moldavia                                                                | Qual. Mondiali 2010                                                     | -                                                                       |                                                                         |
| 14-11-2009                                                              | Tegucigalpa                                                             | Honduras                                                                | 2 – 1                                                                   | Lettonia                                                                | Amichevole                                                              | -                                                                       |                                                                         |
| 22-1-2010                                                               | Malaga                                                                  | Corea del Sud                                                           | 1 – 0                                                                   | Lettonia                                                                | Amichevole                                                              | -                                                                       |                                                                         |
| 26-3-2011                                                               | Tel Aviv                                                                | Israele                                                                 | 2 – 1                                                                   | Lettonia                                                                | Qual. Euro 2012                                                         | -                                                                       | 54’                                                                     |
| Totale                                                                  |                                                                         | Presenze                                                                | 29                                                                      |                                                                         | Reti                                                                    | 0                                                                       |                                                                         |

## Palmarès

### Competizioni nazionali
- Campionato lettone: 3

Ventspils: 2006, 2007, 2008
- Coppa di Lettonia: 5

Ventspils: 2003, 2004, 2005, 2007
- Coppa della Livonia: 1

Ventspils: 2008

### Nazionale
- Coppa del Baltico: 1

2008